# SeniorWeb
SeniorWeb (voorheen Stichting SeniorWeb) is een Nederlandse vereniging die beoogt de participatie van vijftigplussers in de informatiemaatschappij te bevorderen, door ouderen kennis te laten maken met computers en het internet. SeniorWeb heeft een website met artikelen en tips over onderwerpen die met informatietechnologie te maken hebben, zoals computerprogramma's, digitale apparaten en sociale netwerken. De vereniging organiseert computercursussen en -hulp die door vrijwilligers op leeftijd worden gegeven. De vereniging heeft 150.000 leden, 450 leslocaties en 2.800 vrijwilligers (peiljaar 2022). Het ledenblad Enter (1997) verschijnt viermaal per jaar.
SeniorWeb werd in 1996 opgericht naar voorbeeld van de Amerikaanse non-profitorganisatie SeniorNet. Een van de oprichters was voormalig Eerste Kamerlid voor het CDA Frans de Jong. De website werd op 20 september 1996 op de 50+ Beurs gelanceerd door Erica Terpstra, destijds staatssecretaris van Volksgezondheid, Welzijn en Sport (VWS). SeniorWeb begon als initiatief van het Nederlands Platform Ouderen en Europa (NPOE), dat een jaar eerder was opgericht door ouderenorganisaties in samenwerking met het Ministerie van VWS. Na de oprichting van het Nederlandse SeniorWeb werd de organisatie ook in Duitsland, Oostenrijk en Zwitserland opgericht.
In de maanden voorafgaand aan de Tweede Kamerverkiezingen van 1998 werd SeniorWeb ingezet als medium voor ouderen om met politici in discussie te gaan. In maart 1999 organiseerde SeniorWeb voor het eerst internetcafés in bejaardenhuizen. De Nederlandse afdeling van de Internet Society (ISOC) reikte in 2000 een prijs (een ISOC Award) uit aan SeniorWeb voor de inzet om ouderen op het internet te krijgen.